# Bengt Nordenskiöld

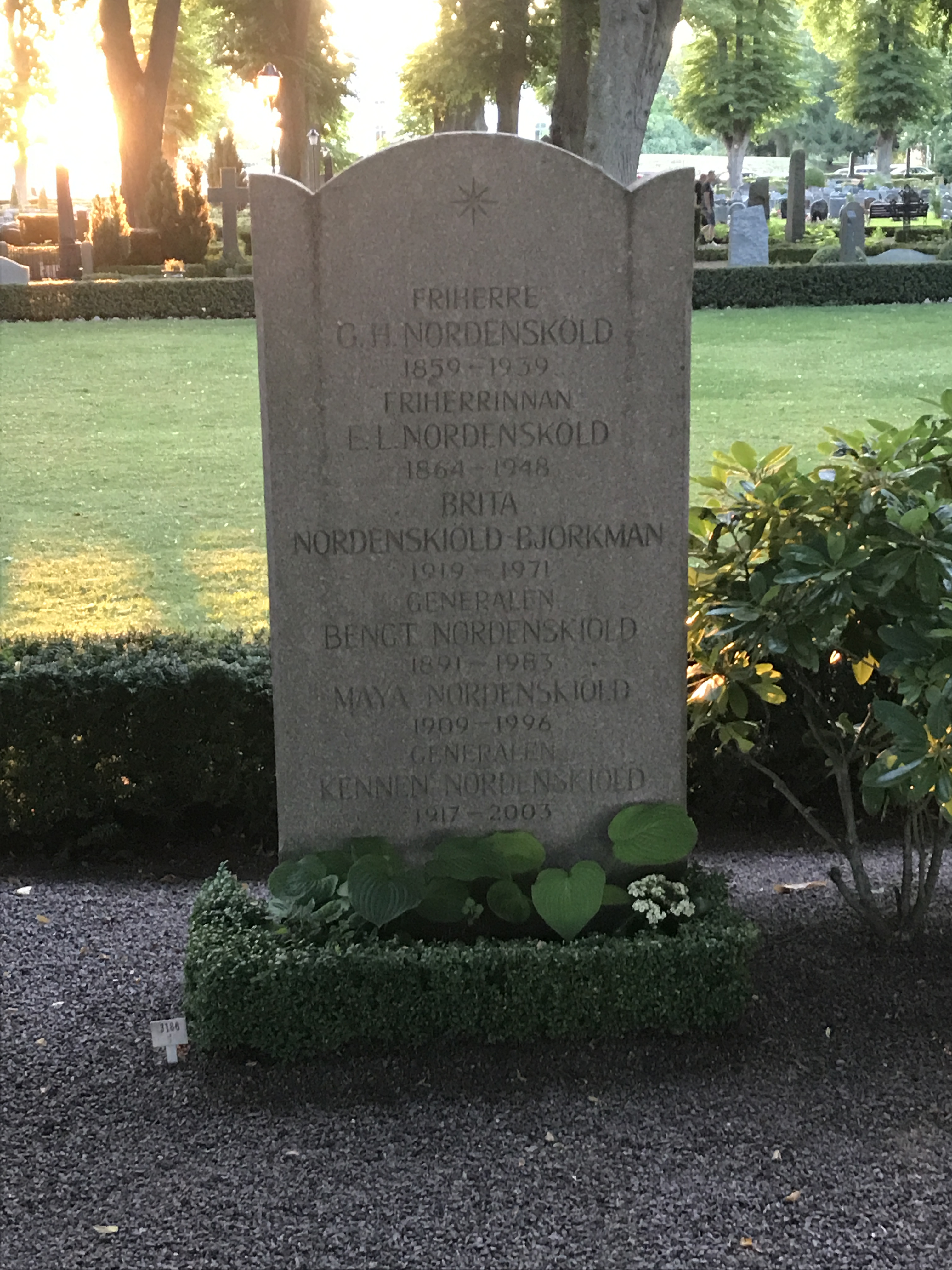
General Bengt G:son Nordenskiölds grav på Södra Kyrkogården i Kalmar

Bengt Gustavsson (G:son) Nordenskiöld, född 6 september 1891 i Sundsvalls Gustav Adolfs församling, Västernorrlands län, död 28 januari 1983 i Österhaninge församling, Stockholms län, var en svensk militär (general) som var flygvapenchef 1942-1954.

## Biografi
Nordenskiöld var son till direktören, friherre Henrik Nordensköld och hans hustru Ester Laura, född Andersson. Han var sjökadett 1907-1908 och ryckte in som volontär vid Svea livgarde (I 1) 1910 samt blev underlöjtnant vid Svea livgarde (I 1) 1912. Nordenskiöld blev löjtnant 1916 och studerade vid Krigshögskolan 1922-1924, där han gick ut stabskursen som kursetta. Han blev aspirant vid generalstaben 1925, kapten vid Svea livgarde (I 1) 1927 och tjänstgjorde vid generalstaben 1928. Nordenskiöld genomgick flygspanarutbildning vid Krigsflygskolan 1931 och var lärare vid Krigshögskolan 1933. Han blev major vid generalstaben 1934, genomgick fältflygutbildning 1934-1936 samt blev överstelöjtnant vid flygvapnet och chef för flygstaben 1936.
Nordenskiöld blev överste 1937 och 1941 utnämndes han till generalmajor – den yngste i modern svensk tid – vilket fick stort utrymme i massmedia. År 1938 blev han eskaderchef vid Första flygeskadern fram till 1942 då han utnämndes till generallöjtnant och chef för flygvapnet.  och senare Flygförvaltningen. Nordenskiöld var flygvapnets första flygutbildade chef, vid flottiljbesöken flög han ibland själv med ett B 6-flygplan nr 19 som kom att bli hans ”personliga” flygplan. Det var med detta flygplan han den 18 april 1944 havererade i samband med en start från Ljungbyhed.
När posten som Sveriges överbefälhavare skulle tillsättas 1951, var Nordenskiöld en av de kandidater som övervägdes av regeringen. Enligt Tage Erlanders dagboksanteckningar föll han bort på grund av häftigt temperament och en benägenhet att göra egna utrikespolitiska uttalanden. Ny överbefälhavare blev istället armégeneralen Nils Swedlund. Det var på den tiden vanligt att höga militära chefer i samband med pensioneringen befordrades en grad. Sista juni 1954 skulle Nordenskiöld avgå med pension, men redan 1 april utnämndes han till general, en unik hedersbetygelse.
Än idag lever Nordenskiölds namn kvar. Vid en högtidlig ceremoni i augusti 2005 fick den svenska militärcampen i Termez, Uzbekistan sitt nya namn - "Camp Nordenskiöld". Namnet har valts för att hedra minnet av Bengt G:son Nordenskiöld.

## Uppdrag
Nordenskiöld var ordförande i AB Salén & Wicander från 1954, Wiklunds bil AB från 1954 och AB Godslagring från 1960. Han var vice ordförande i AB Ekensbergs varv från 1955, styrelseledamot i Skånska cement AB och AB Iföverken från 1939. Nordenskiöld blev ledamot av Kungliga Krigsvetenskapsakademien 1936 (styresman 1948-1949) och hedersledamot av Kungliga Örlogsmannasällskapet 1954.

## Privatliv
Nordenskiöld gifte sig första gången 1916 med Dagmar Werner (född 1897), dotter till grosshandlaren Carl Werner och Ihnez Jehander. De fick två barn, Claës-Henrik Nordenskiöld (1917-2003), som också blev flyggeneral, och Brita (1919–1971), först gift som prinsessa von und zu Liechtenstein, senare gift med Ulf Björkman. Nordenskiöld gifte sig andra gången 1934 med Marie-Louise Lambert-Meuller (1909-1996), dotter till direktören Fredrik Lambert-Meuller och Elsa Flygare; detta äktenskap blev barnlöst. Han var farfar till Louise Nordenskiöld och morfar till prins Hanno von Liechtenstein. Nordenskiöld avled 1983 och ligger begraven på Södra kyrkogården intill Kalmar slott med sina föräldrar och sina båda barn.

## Utmärkelser

### Svenska utmärkelser
- Minnestecken med anledning av Konung Gustaf V:s 90-årsdag, 1948.
- Kommendör med stora korset av Svärdsorden, 5 juni 1943.[5]
- Kommendör av första klassen av Svärdsorden, 15 november 1941.[6]
- Kommendör av Svärdsorden, 15 november 1940.[7]
- Riddare av Svärdsorden, 16 juni 1933.[7]
- Riddare av Nordstjärneorden, 15 november 1938.[7]
- Riddare av Vasaorden, 30 juni 1936.[7]
- Kungliga Svenska Aeroklubbens förtjänstguldmedalj.
- Svenska Arméns Reservofficersförbunds hederstecken.

### Utländska utmärkelser
- Kommendör av Legion of Merit (8 juli 1946)[8]
- Kommendör av Amerikanska Legion of Merit, senast 1947.
- Kommendör av första klassen av Brittiska imperieorden, senast 1950.[9]
- Storkorset av Danska Dannebrogsorden, senast 1947.[10]
- Dansk Frihetsmedalj, senast 1964.[1]
- Storkorset av Etiopiska Menelik II:s orden, senast 1955.[11]
- Första klassen med svärd och krans av Finska Frihetskorsets orden, senast 1945.[12]
- Andra klassen med svärd Finska Frihetskorsets orden, senast 1942.[13]
- Kommendör av Finlands Vita Ros’ orden, senast 1940.[14]
- Riddare av första klassen av Finlands Vita Ros’ orden, 1919.[7]
- Storofficer av Franska Hederslegionen, senast 1955.[11]
- Officer av Franska Hederslegionen, senast 1942.[13]
- Riddare av Franska Svarta stjärnorden, 1926.[7]
- Kommendör av Italienska Sankt Mauritius och Sankt Lazarusorden, senast 1945.[12]
- Storofficer av Italienska kronorden, senast 1942.[13]
- Storkorset med svärd av Nederländska Oranien-Nassauorden, senast 1947.[10]
- Storkorset av Norska Sankt Olavs orden, senast 1947.[10]
- Riddare av Norska Sankt Olavs orden, 1926.[7]
- Polskt förtjänstkors, 1928.[7]
- Riddare av första klass med vitt kors av Spanska militärförtjänstorden, 1926.[7]
- Kommendör av Tyska örnens orden, senast 1940.[14]